# Eyholz
Eyholz is een plaats en voormalige gemeente in het Zwitserse kanton Wallis, en maakt sinds 1 oktober 1972 deel uit van de gemeente Visp in het district Visp.
- Gemeinsame Normdatei: 1037185110
- Historisch woordenboek van Zwitserland: 003300
- Virtual International Authority File: 304933032